# San Silvestre de Guzmán
San Silvestre de Guzmán – gmina w Hiszpanii, w prowincji Huelva, w Andaluzji, o powierzchni 48,59 km². W 2011 roku gmina liczyła 718 mieszkańców.